# Mark Coffey (luchador)
Mark Coffey (nacido el 13 de febrero de 1990) es un luchador profesional escocés actualmente firmado con la WWE, actuando en su marca NXT. Él es el hermano menor de Joe Coffey y la pareja a menudo etiqueta al equipo como "The Coffey Brothers". Anteriormente ha luchado por Defiant Wrestling y Insane Championship Wrestling. Fue Campeón en Parejas de Reino Unido de NXT con Wolfgang.

## Carrera profesional de lucha libre

### WWE (2018–2025)
Coffey aparecería regularmente en la marca NXT UK, acompañado por su hermano Joe Coffey en un esfuerzo ganador en el primer partido televisado en NXT UK. Ambos formarían el stable Gallus junto a Wolfgang y pelearían con British Strong Style.
En el episodio del 6 de febrero de 2019 de NXT UK, Coffey se enfrentó a WALTER en un esfuerzo perdedor en el segundo partido de Walter en NXT UK. En el NXT UK TakeOver: Cardiff, junto a Wolfgang se enfrentaron a Grizzled Young Veterans(James Drake & Zack Gibson) y a South Wales Subculture(Flash Morgan Webster & Mark Andrews) en una Triple Threat Tag Team Match por los Campeonatos en Parejas del Reino Unido de NXT, sin embargo perdieron. En el NXT UK del 17 de octubre, junto a Wolfgang derrotaron a South Wales Subculture(Flash Morgan Webster & Mark Andrews) ganando los Campeonatos en Parejas del Reino Unido de NXT, en el NXT UK del 12 de diciembre, junto a Wolfgang se enfrentaron a Imperium(Fabian Aichner & Marcel Barthel) por los Campeonatos en Parejas del Reino Unido de NXT, sin embargo terminó sin resultado. En el NXT UK TakeOver: Blackpool II, junto a Wolfgang derrotaron a Imperium (Fabian Aichner & Marcel Barthel), Grizzled Young Veterans (James Drake & Zack Gibson) y a South Wales Subculture(Mark Andrews & Flash Morgan Webster) en un Ladder Match y retuvieron los Campeonatos en Parejas del Reino Unido de NXT.
El 30 de junio de 2020, suspendieron a su hermano Joe Coffey por el movimiento #SpeakingOut. En el NXT UK del 17 de septiembre,  junto a Wolfgang derrotaron a Amir Jordan & Kenny Williams en un combate no titular, después del combate aparecieron Pretty Deadly(Lewis Howley & Sam Stoker), The Hunt (Primate & Wild Boar), South Wales Subculture(Flash Morgan Webster & Mark Andrews), Ashton Smith & Oliver Carter en ringside, mientras que Imperium(Fabian Aichner & Marcel Barthel) aparecieron en una pantalla del recinto.
Su hermano Joe Coffey hizo su regreso en el NXT UK del 5 de noviembre, donde junto a Joe Coffey & Wolfgang derrotaron a  Pretty Deadly(Lewis Howley & Sam Stoker) & Sam Gradwell.
En el NXT UK emitido el 14 de julio, derrotó a Noam Dar ganando la Copa Heritage de NXT UK por primera vez, después del combate salió su hermano Joe Coffey dándole un abrazo como felicitación por ganar su primer título individual.
En NXT Heatwave, Gallus hizo su debut en NXT 2.0, atacando a Diamond Mine. El 23 de agosto de 2022, Gallus hizo su debut en parejas en NXT enfrentándose a los campeones de parejas de NXT UK Brooks Jensen y Josh Briggs, que ganarían por conteo. En Worlds Collide, Gallus se convirtió en el segundo equipo eliminado de la Fatal four-way tag team match eliminatoria por los Campeonatos en Parejas de NXT y NXT UK. Gallus continuaría teniendo una rivalidad con Briggs y Jensen, y este último ganó una lucha por equipos sin descalificación entre los equipos. Gallus fue suspendido más tarde en septiembre por atacar a los funcionarios.
En New Year's Evil el 10 de enero de 2023, Gallus regresó de su suspensión y ganó un Gauntlet Match para convertirse en los contendientes #1 por el Campeonato en Parejas de NXT, que Coffey y Wolfgang ganaron en el Vengeance Day el mes siguiente.

## Campeonatos y logros
- Insane Championship Wrestling
  - ICW Tag Team Championship (4 veces) - con Jackie Polo
  - ICW Zero-G Championship (3 veces)

- Pro Wrestling Elite
  - PWE Tag Team Championship (1 vez) - con Jackie Polo

- Scottish Wrestling Alliance
  - Scottish Heavyweight Championship (1 vez)
  - SWA Tag Team Championship (3 veces) - con Jackie Polo (2) y Joe Coffey (1)

- Target Wrestling
  - Target Wrestling Tag Team Championship (1 vez) - con Jackie Polo

- World Wide Wrestling League
  - W3L Tag Team Championship (1 vez) - con Joe Coffey

- WWE
  - NXT UK Heritage Cup (1 vez)
  - NXT UK Tag Team Championship (1 vez) - con Wolfgang[7]
  - NXT Tag Team Championship (1 vez) - con Wolfgang